# Helem
Helem (arab. حلم) – libańska organizacja zajmująca się walką o prawa osób LGBT. Jej pełna nazwa brzmi حماية لبنانية للمثليين, czyli Libańska Ochrona Lesbijek, Gejów, Biseksualistów i Transseksualistów. Została zarejestrowana 11 lutego 2004 r. jako organizacja non-profit w Quebec w Kanadzie i posiada osobowość prawną w Libanie. Jest  pierwszą i jak dotąd jedyną tego typu organizacją w świecie arabskim. Słowo helem oznacza sen.

## Cele
Helem prowadzi pokojową walkę o wyzwolenie lesbijek, gejów, osób biseksualnych i transseksualnych (LGBT) w Libanie od wszelkiego rodzaju dyskryminacji prawnej, społecznej i kulturalnej. Obecnie głównym celem organizacji jest zniesienie artykułu 534 Libańskiego Kodeksu Karnego, który przewiduje za stosunki homoseksualne między mężczyznami (prawo nie obejmuje kobiet) karę do roku więzienia.